# Ремюза, Клер Элизабет де
Клер Элизабет Жанна Гравье де Верженн (фр. Claire Élisabeth Jeanne Gravier de Vergennes), в замужестве графиня де Ремюза (фр. comtesse de Rémusat), зачастую именуемая Мадам Ремюза (5 января 1780, Париж — 16 декабря 1821, там же) — французская аристократка, светская дама наполеоновской эпохи, фрейлина императрицы Жозефины. Хозяйка литературного салона, автор мемуаров, переведённых, в том числе, и на русский язык.

## Биография
Дочь Шарля Гравье де Верженна (1751—1794), отвечавшего за сбор налогов, и его жены Аделаиды де Бастард-Ла Фитт. Внучка французского посла в Швейцарии Жана Гравье де Верженна (1718—1794) и внучатая племянница первого министра Франции графа Шарля Гравье де Верженна (1719—1787).
Во время устроенного Робеспьером революционного террора, на гильотине были казнены её отец и дед.
Вместе с матерью юная Клер Гравье де Верженн укрылась в деревне Сен-Гатьен-де-Буа, в усадьбе друга семьи, графа Огюста де Ремюза (1762—1823). В 1796 году Клер, которой было 16 лет, вышла замуж за граф де Ремюза, вдовца 34-лет, уже имевшего дочь от первого брака. В этом браке родилось двое сыновей, из которых Шарль в 1870-е годы стал министром иностранных дел.

## Дружба сЖозефиной Богарне
Все революционные годы семья прожила в основном в провинции, почти без денег и в постоянной тревоге за свою жизнь. В эти годы юная графиня де Ремюза близко сошлась с Жозефиной Богарне, чей первый муж-генерал погиб на гильотине. Несколько лет спустя Жозефина второй раз вышла замуж — за молодого генерала Наполеона Бонапарта. Когда в 1799 году Наполеон пришел во Франции к власти, сперва как Первый консул, затем как император, мадам де Ремюза стала высокопоставленной фрейлиной императорского двора.
Её не блиставший способностями муж по её протекции был сделан камергером Императора, распорядителем Императорского гардероба и суперинтендантом императорских театров.
За все эти милости граф де Ремюза отплатил, примкнув в 1815 году к ультрароялистам — радикальным сторонникам короля Людовика XVIII. Назначенный префектом департамента Верхняя Гаронна, он закрыл глаза на вооружённое выступление банд роялистов, приведшее к гибели верного Наполеону генерала Рамеля. Эти события, ставшие частью Белого Террора, возмутили Францию, однако король не принял никаких мер.

## Деятельность
Образованная и умная мадам де Ремюза, наряду с мадам Рекамье, была одной из самых известных светских дам своей эпохи, образованные люди с удовольствием проводили время в её салоне. Наполеон любил играть с ней в шахматы, причем записи двух таких партий сохранились. Хитроумный министр Талейран был о ней весьма высокого мнения. После себя мадам Ремюза оставила великолепно написанные мемуары — одни из самых известных из числа посвящённых наполеоновской эпохе. Мемуары переведены на русский язык. Она написала также эссе об образовании молодых девушек. Позднее потомками были также опубликованы письма мадам Ремюза.

## Публикации (на русском языке)
- Мемуары г-жи де Ремюза (1802—1808 г.), изданные с предисловием и заметками ее внуком П. Ремюза / Пер. с фр. изд. О. И. Рудченко; Ред. и вступ. статья С. Ф. Фортунатова. Т. 1-3. — Москва : К. Ф. Некрасов, 1912—1915.
- Мемуары/ госпожа Ремюза; пер. с фр. О. И. Рудченко. — Москва : Захаров, 2011. — 597 с. ISBN 978-5-8159-1066-9 (в сильном сокращении: три тома оригинального текста  были скомпонован в один том).

## Публикации (на французском языке)
- Essai sur l'éducation des femmes, publié par son fils Charles de Rémusat (1824).Полный французский текст.
- Lettres de Madame de Rémusat, 1804—1814, publiées par son petit-fils Paul de Rémusat (2 volumes, 1881) Полный французский текст. Первый том.Второй том.
- Mémoires de Madame de Rémusat, 1802—1808, publiées par Paul de Rémusat (3 volumes, 1880) Полный французский текст. Первый том. Второй том. Третий том..
- Correspondance de M. de Rémusat pendant les premières années de la Restauration. 3 / publiée par son fils Paul de Rémusat, 1883—1887. Полный французский текст (три тома).
- Lettres de Mme de Rémusat à son mari (1804—1813).